# 壞事大飯店
《壞事大飯店》（英語：Bad Times at the El Royale）是2018年美國新黑色驚悚片，由德魯·戈達德執導、編劇和監製，主要演員有傑夫·布里吉、辛西婭·艾利沃、達珂塔·強生、喬·漢姆、卡莉·史派妮、路易斯·普曼和克里斯·海姆斯沃斯。影片講述六個陌生人在1960年代晚旬帶著黑暗過往，來到加州和內華達州交界的皇家大飯店，與一名員工在這決定性的夜晚齊聚一堂。電影同時探討道德、信仰和救贖的主題，並以州界和其他視覺化事物來呈現對錯概念。
戈達德於2016年11月開始創作電影的待售劇本，並在其中加入數首曲目，之後告訴大廠如果不能買下所有歌的版權就別買劇本，最終於2017年3月賣給二十世紀福斯。電影主體拍攝由電影攝影師西默斯·麥葛維負責，從2018年1月開始到同年4月結束，大多在本拿比的大攝影棚進行，部分場景在美國攝製。皇家大飯店完全是佈景，由美術指導馬丁·惠斯特監督，他希望設計出一棟完全對稱的酒店。後期製作方面，麗莎·拉塞克負責剪輯，而迈克·吉亚奇诺創作配樂。
《壞事大飯店》的海報、預告片和電視廣告等營銷效能的風格都有新黑色的懷舊感，並讓這部片在影院其他電影中脫穎而出。影片於2018年9月22日在洛杉磯上映，並於10月12日在美國院線放映。電影的票房表現不佳，3200萬美元的預算只進帳3190萬美元，部分原因是難以競爭同期上映的片子以及美國電影協會評為「限制級」。評論界稱讚本片的演員陣容、配樂和攝影技術，但批評141分鐘太長。電影取得多項榮譽，尤其在第45屆土星獎入圍劇本、演技、攝影和音樂類獎項。

## 劇情
皇家酒店位於加州和內華達州交界，曾深受達官貴人歡迎，直到被撤銷賭博執照。1959年，菲利克斯·奧凱利（Felix O'Kelly）在房間地板下藏了個錢袋，隨後他認識的人將其擊殺。十年後，天主教神父丹尼爾·弗林（Daniel Flynn）、歌手達琳·斯威特（Darlene Sweet）、銷售員拉勒米·西摩·沙利文（Laramie Seymour Sullivan）和嬉皮艾米莉·薩默斯普林（Emily Summerspring）來到海洛因成癮者邁爾斯·米勒（Miles Miller）獨自經營的酒店，並各自預訂房間。
拉勒米進入蜜月套房後開始拆除竊聽器，但沒想到還有第二組。他偷走酒店的萬能鑰匙後發現了條秘密走廊，有單向玻璃可以觀察每間房間，並用相機拍攝。拉勒米看到達琳在唱歌，丹尼爾拆除房間地板，而艾米莉俘虜了名年輕女孩。拉勒米在停車場打給聯邦調查局，透露自己是特工德懷特·布羅德貝克（Dwight Broadbeck）。J·埃德加·胡佛指示他要專注在收集監視材料，不要在乎綁架事件，胡佛還認為任務已洩露，要德懷特阻止住客離開，德懷特為此破壞所有車。
丹尼爾邀請達琳在酒店酒廊共進晚餐，到達後達琳稱正在排練的演出，而丹尼爾表示自己的記憶力開始衰退。丹尼爾拿酒的時候，達琳看到他在下藥，所以用酒瓶將他打昏。邁爾斯看到丹尼爾並救醒他，當想吿解時卻遭到丹尼爾的拒絕。邁爾斯尋找丟失的萬能鑰匙時將丹尼爾帶進秘密走廊，解釋他曾經常拍攝親密行為發給上級，並承認有卷指控已逝世的公眾人物的錄影帶，但對他很好所以將其扣留。當丹尼爾在評估這卷錄影帶時，邁爾斯透過單向玻璃目睹德懷特嘗試營救艾米莉的人質，後證實是她的妹妹羅斯（Rose）。艾米莉用散彈槍射殺德懷特，子彈打破鏡子誤傷邁爾斯，也讓走廊公之於眾。
在所有事發生之前，艾米莉強行將妹妹從危險的邪教拯救出來。回到現在，羅斯偷偷打給邪教首領比利·李（Billy Lee）告訴她在哪裏。達琳看到德懷特被謀殺後嘗試逃跑，但由於德懷特讓她的車故障而以失敗告終。丹尼爾坐進車子，告訴達琳他是多克·奧凱利（Dock O'Kelly），因1959年的銀行搶劫案而坐牢。最近才假釋的他喬裝打扮來取回哥哥菲利克斯藏起來的錢，但記憶力下降導致選錯房間，所以給達琳下藥企圖進她房間。多克為了獲取達琳信任，提出兩人分錢。取到錢後，比利和他的邪教徒到來挾持了兩人、艾米莉和邁爾斯。
比利在閃回中告訴教徒遵守社會設定的規則十分危險，接著讓羅斯和另名女生來搶奪和他上床的機會來作示範，艾米莉傷心地在旁觀看。回到現在，順從的羅斯看著比利在審問多克一群人，並找到了邁爾斯扣留的錄影帶，比利意識到這比錢更有價值。比利開始威脅這群人，並讓艾米莉和米爾斯玩生死輪盤遊戲後殺死前者。比利打算開始另一輪輪盤前，多克攻擊他，隨即陷入混戰，火勢也開始蔓延。達琳懇求邁爾斯拿槍幫忙時得知他在越戰狙殺了123個人，後來目中無人的他殺死比利和他的追隨者，但遭到情緒失控的羅斯刺傷，隨後羅斯被多克槍殺。達琳告訴邁爾斯他死前，「神父弗林」會赦免他在戰爭犯下的罪。多克照做，兩人之後將錄影帶扔進火裏，帶著錢離開皇家酒店。
最後，多克在雷諾的夜店觀看達琳的靈魂樂演出。

## 演員表
- 傑夫·布里吉 飾 神父丹尼爾·弗林/多克·奧凱利
- 辛西婭·艾利沃 飾 達琳·斯威特
- 達珂塔·強生 飾 艾米莉·薩默斯普林
- 喬·漢姆 飾 拉勒米·西摩·沙利文/德懷特·布羅德貝克
- 卡莉·史派妮 飾 羅斯·薩默斯普林
- 路易斯·普曼 飾 邁爾斯·米勒
- 克里斯·海姆斯沃斯 飾 比利·李
-  飾 菲利克斯·奧凱利
- 札維耶·多藍 飾 音樂製作人巴迪·森迪（Buddy Sunday）
- 希亞·溫漢 飾 醫生伍德伯里·勞倫斯（Woodbury Laurence）
- 馬克·歐布萊恩（英语：Mark O'Brien (actor)） 飾 銀行劫匪拉森·羅傑斯（Larsen Rogers）
- 查尔斯·哈尔福德（英语：Charles Halford） 飾 囚犯薩米·懷爾德斯（Sammy Wilds）
- 吉姆·奥希尔（英语：Jim O'Heir） 飾 節目主持人米爾頓·威里克（Milton Wyrick）
- 斯蒂芬·斯坦顿（英语：Stephen Stanton） 聲演 J·埃德加·胡佛
- 瑞贝卡·图兰（英语：Rebecca Toolan） 飾 海倫·甘迪（英语：Helen Gandy）

## 主題分析

### 解構
《好萊塢報導》的凱爾·基祖（Kyle Kizu）研究編劇兼導演德魯·戈達德的電影作品多次具備特定類型的解構分解，當他講到這部2018年的電影時，表示這是導演「最受控和最富有效果的解構片」，原因是影片開場真的用男子拆解房間來比喻「表面平靜卻暗藏洶湧」的主題。《影音俱樂部》的凱特·里夫（Katie Rife）則指出雖然電影有嘗試結構新黑色的類型，但卻是擁有「宏偉結構的又一例子」，而《Flixist》的馬修·拉扎克（Matthew Razak）寫影片故意避免拆析其主要類型，而「將大量類型融合在一起，讓電影除了自己以外成為任何東西的時間都不會太久，而變得獨一無二、變化莫測及難以預料」。ABS-CBN新聞.com的安德魯·帕雷德斯（Andrew Paredes）以負面角度表示時長讓電影變得難以分析，而影片可能「即是結構又是評論」，又可能兩者皆不是，只有戈達德說得清。當戈達德被問是否會像過去在2011年恐怖喜劇片那般集中於結構《壞事大飯店》的類型時，他回答：「有趣的是這兩部電影不管怎樣都是無意識產出，我覺得這適合就放進故事裏，《詭屋》的處理方式則非常激進。然而這部作品（……）就像本來帶有（某類型的套路），而我不想讓影片為某類型而生」。

### 是非對錯
電影的主要方面是視覺化每個角色的道德觀，主要線索是用加州和內華達州交界將酒店分隔開來。在開場的一幕中，達琳·斯威特花時間穿越州界線，卻需要神父丹尼爾·弗林的幫助才能跨越，從未踩在線上，但邪教領袖比利·李等角色想都沒想就從容地在線上來回走動。為了進一步闡釋這個想法，攝影指導西默斯·麥葛維用顏色來作為每個角色的「攝影簽名」，像是用紅色來代表比利「即將到來的厄運、鮮血和死亡」的含義、用黑白來區分丹尼爾身上的真實與隱瞞，用亮色來體現達琳充滿希望又純粹的性格。戈達德表示電影背景設在1969年是因為這十年間的環境和發生的動盪，而道德觀的靈感來自柯恩兄弟使用的技術。

### 信仰危機
《沃克斯》的艾莉莎·威爾金森表示電影主題是「宗教、救贖和真實自我」，並關於「人類尋求救贖的慾望」。她相信州界線是每個角色都得面臨的「生存十字路口」，總結酒店「代替了煉獄」，並指出影片使用宗教的要點是認罪有助於角色「早早自由地（談到）過去犯下的罪行，讓其他人看到他們的真實一面」。《信號地平線》（Signal Horizon）的特蕾西·帕爾默（Tracy Palmer）同樣評價這個故事，並假定丹尼爾其實是神，負責測試煉獄中的六個人，而「達琳除了痛恨自己和幫助罪犯找錢外沒犯過任何罪（……）她因自己的仁慈而得到回報，並向觀眾歌唱她所想和她要如何尋找永恆來認同自我」。
《好萊塢報導》的席亞拉·沃德洛（Ciara Wardlow）稱這部電影「有很多關於信仰的內容」，她首先分析丹尼爾揭露自己不是牧師而是銀行劫匪多克·奧凱利時，跟「其他宗教的禱文」被發現有誤導成份的性質差不多，接著解釋德懷特·布羅德貝克違反命令來營救可能被綁架的受害者，原因也許是他向女兒吟誦修正版的禱文《現在我要睡了》後決定做對的事。沃德洛得出電影所有角色的信仰都在接受考驗，例如邁爾斯·米勒為自己的罪孽尋求寬恕、比利逆天而行成為邪教領袖等，最後引用帕斯卡的賭注來總結作品的中心思想：「《壞事大飯店》反覆問何為『仁慈』，何為寬恕，但誰又有資格去賦予呢？」
此外，《SSZee媒體》的記者賈希敏（Jasmine）也研究了《壞事大飯店》，並表示由於每個角色都面臨著「信仰危機」，所以影片是「對宗教的研究」。賈希敏主要介紹比利·李和他以宗教來利用教徒，並偽裝成神「走在善惡之間」，接著指出他的教徒跟追隨耶穌的門徒一樣。她還分析其中一幕的鏡頭構圖看起來像有個光環在比利頭上，以此詮釋這個角色被創造出來是為了通過他的言行舉止來更多地專注在具有威脅性的外表，並稱其為「克里斯·海姆斯沃斯演藝生涯中的少見表現」。

### 影片捲軸

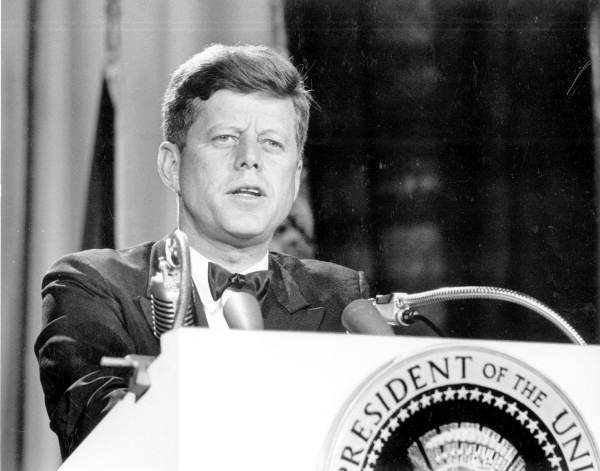
有關約翰·F·甘迺迪私人生活的傳言影響了影片捲軸的呈現

有著最近逝世人物親密行為的影片捲軸在影片結局被銷毀，電影選擇不告訴觀眾他的身份也遭到影評人和影迷的深入探討。《Screen Rant》的扎克·沃納（Zak Wojnar）稱這一幕會引導觀眾質疑「它是否真的重要」，並表示這個人可能是約翰·F·甘迺迪、·F·甘迺迪或，他們都是1960年代被暗殺的主要政治人物，最後總結「這部電影的關鍵點是偉人並不完美。好人可以做壞事，壞人也可以做好事，人類不僅僅只是正邪兩面」。《喧囂》的莉亞·貝克（Lia Beck）從另一方面仔細研究JFK可能是錄影帶裏的人，原因是有傳言稱他和玛丽莲·梦露在1960年代有染，而他倆有出現在電影的其中一張照片裏。他們都指出皇家大飯店是基於甘迺迪家族常去的卡爾涅瓦度假酒店及賭場。戈達德表示選擇讓錄影帶上的人引起歧異，是為了把焦點轉移到達琳、她對比利的怒吼和她的整個性格特徵。

## 製作

### 籌拍

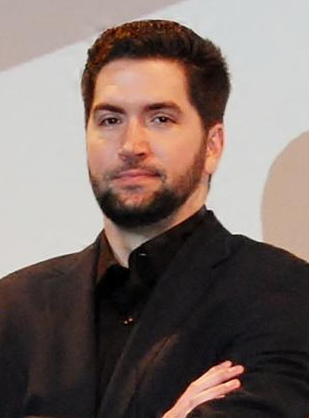
德魯·戈達德創作、製作和執導這部電影，作為他寫給「犯罪驚悚（類型）的情書」

2016年11月，戈達德開始創作《壞事大飯店》的待售劇本。為了籌集資金，他提供了作品的預算和想收錄的精選歌曲。2017年3月8日，二十世紀福斯買下劇本，接受戈達德的條件，並將預算定為3200萬美元。《好萊塢報導》指出劇本只提供給大廠的高層，有意的買家必須先在平板電腦上閱讀，然後歸還給遞送員。戈達德還身擔製片廠TSG娛樂和戈达德纺织（Goddard Textiles）的導演，並與傑里米·拉查姆（Jeremy Latcham）共同參與製作，瑪麗·麥克拉格倫（Mary McLaglen）則是本片的執行製作人。
「最能形容（影片）的就是秋葵濃湯。我愛犯罪類小說、黑色電影、群像電影、60年代音樂。這部電影的大部分內容都是我對1960年代音樂的熱愛，並希望去歌頌正在發生的藝術革命。我把所有這些東西都扔進煮著秋葵濃湯的鍋裏，加點我自己的東西來調味，《壞事大飯店》因此誕生。」——戈達德，紐約動漫展
影片的取景地啟發自位於加州和內華達州交界的卡爾涅瓦度假飯店及賭場。戈達德表示在與主角麥特·戴蒙拍完《絕地救援》後想創作群戲，原因是「希望與一大班演員瞎鬧，這樣你就不知道誰是主角」。至於其他靈感，戈達德表示劇組在製作電影期間觀看了《北非谍影》、《唐人街》、《巴頓芬克》等電影，並閱讀吉姆·汤普森、和弗兰纳里·奥康纳的小说。他還將影片與自己曾執行製作的喜劇作比較，表示他們是「一體兩面。他們的角色都是努力成為更好的人，並試圖弄清這意味著什麼。（《良善之地》）是大世界觀的喜劇，而（《壞事大飯店》）則是黑色故事，但內核都關於角色」。

### 選角

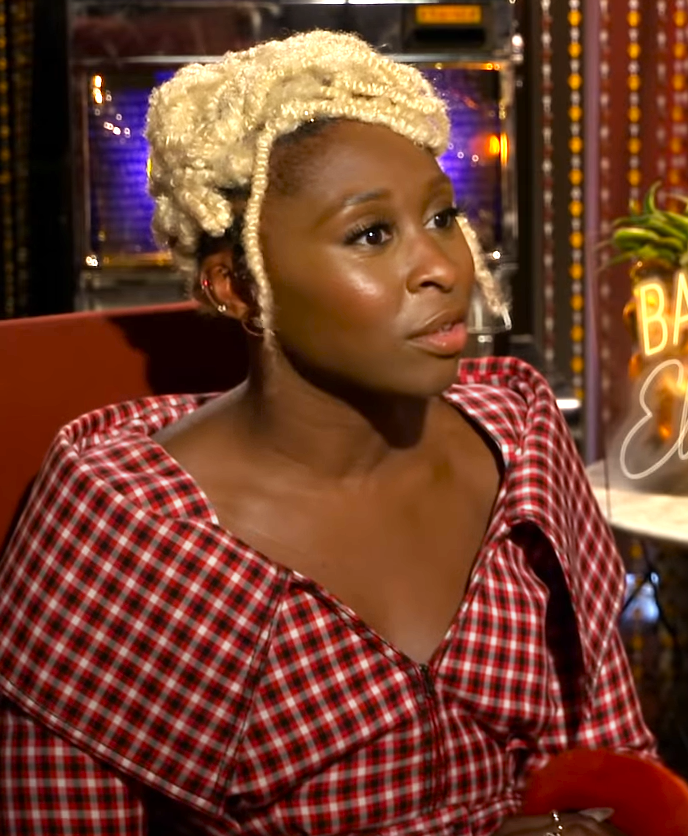
辛西婭·艾利沃飾演歌手角色，並幫助戈達德開發其中一幕

戈達德選擇花更多時間來塑造角色，而不是找最適合的演員，而傑夫·布里吉是首個收到劇本的人。2017年8月23日，導演與曾在《詭屋》合作過的克里斯·海姆斯沃斯商討出演事項。碧昂絲、汤姆·赫兰德和新人卡莉·史派妮都是主角的人選，而後者於8月24日正式加入劇組。
辛西婭·艾利沃在拍攝時才首次被考慮為主角，於是她給選角導演卡門·古巴（Carmen Cuba）兩卷試鏡帶，並於2017年8月29日入選。當問到艾利沃的試鏡過程，戈達德表示他「感到後頸的寒毛都豎了起來，她走進來的那天毫無疑問地令人感到期待」。艾利沃進一步幫助戈達德創作電影高潮的其中一幕，當中她的角色向漢斯沃詮釋的主要反派講台詞，並解釋作為唯一的有色女性主角，如果她的角色「沒有一刻可以有話直說，就好像看起來我們不想讓她說話」。
2018年1月，達珂塔·強生加入電影陣容，而羅素·高爾雖簽約出演，但開拍前不久退出。為了儘快找到替補演員，劇組聯繫正參加2018年日舞影展的喬·漢姆，並只給一天閱讀劇本和一天決定是否出演。漢姆接受後只有不到一週在開拍前記住14頁的台詞，他指出出演的主要原因是能與布里吉合作，並說：「我從大學甚至更年輕的時候就想跟（布里吉）搭檔，所以一有這機會，你肯定是不假思索就加入」。同年2月，和馬克·歐布萊恩被發現在片場。刘易斯·普尔曼於2018年5月確定出演。

### 拍攝與設計

#### 服裝
劇裝設計師丹尼·格利克設計每個角色的服裝，認為戈達德的「視覺詞彙」是「俏皮又時髦」，並表示他的工作是為個角色的「外觀和真實自我之間」創作「真正的張力」。為了呈現出漢姆的推銷員形象，格利克和他的製作團隊研究了不同類型的推銷員，並以紀錄片《推銷員》為靈感，後來決定他的衣著「非常美國」，也會隨著電影的激烈程度而改變。而艾利沃詮釋的駐唱歌手達琳·斯威特的服裝故意設計的不完美，來反映她的事業正在下滑。格利克表示由於電影中像是天氣、環境和照明等所呈現的狀態，他必須對每件衣服進行篩選試驗，並且在圖書館花時間研究1960年代不同款式的服裝。最後格利克感覺穿著他衣服的演員「都灌輸了真實信息（……）而不受拘束地來體驗角色地生活」。

#### 主體拍攝
主體拍攝從2019年1月29日到4月6日在溫哥華進行，當地給予百分之28的可退税额來作為獎勵。影片以暫名《紫色收穫期》（Purple Harvest）拍攝，並按照每一幕的編排順序來增加續性。西默斯·麥葛維在完成《大娛樂家》後，受聘為每個佈景呈現出「1960年代的樣子」和「美麗色彩」。麥葛維用裝有柯達35毫米膠片的Panaflex XL攝像機以2.39:1的長寬比拍攝，並用潘那維申的C系列和E系列變形鏡頭來攝製影片。
幾名演員為了完成影片而願意減薪，並允許作品「進行重大的創意賭注」。在拍攝的首幾天，主要的搶劫銀行一幕在英屬哥倫比亞阿加斯取景。演員在隔週遷至位於本拿比的60,000平方英尺（5,600平方）攝影棚猛獁工作室所搭建的10,000平方英尺（930平方）皇家大飯店。劇組在製作初期意識到無法找到一處完美對稱的真實拍攝場地，再加上戈達德希望能夠控制天氣，所以決定在本拿比搭建佈景，而佈景是曾與戈達德在和《詭屋》合作的美術指導馬丁·惠斯特（Martin Whist）的監督下完成。佈景的每個酒店房間都被設計成專屬於每個角色，尤其是牆紙，而達琳的房間最具有活力。
影片花了八個月時間來計劃一組跟蹤鏡頭，就是漢姆的角色發現了皇家大飯店的秘密走廊，並以單向鏡子觀察酒店住客。這一幕於2017年11月進行排練，演員以酒店模型和小塑像來研究如何完美掌握時間。由於艾利沃得一鏡到底現場演唱5分鐘的這一幕十分複雜，所以劇組不得不穿上「加了襯墊的鞋子和不會發出聲音的衣物」，並默不做聲地一致行動。這一幕的單向鏡用了「百分之30反光玻璃」，並花一整天拍了27次才完成。艾利沃的角色用歌聲來掩蓋布里吉的角色所發出的噪音的另一幕也拍了20次。此外，比利·李和他的邪教在篝火旁交談的佈景是建造在飯店外的停車場。
丹尼爾和達琳首次互動的一幕是這部電影最後拍攝的場景，原因它得依賴專屬白天場景的外景地，而發生在酒店內的片段都在猛獁工作室拍攝。惠斯特的兄弟、特效協調人喬爾（Joel）計劃使用耐火材料來呈現電影中酒店被燒毀的高潮片段。電影的最後幾幕涉及回憶，像是越戰一幕原定在泰國拍攝，最後改至安大略阿克頓的波爾薩羅莎電影牧場（Polsa Rosa Movie Ranch）進行，而FBI、醫生辦公室和監獄幾幕都在加拿大陸軍的一處軍械庫拍攝。劇組花了3天時間在洛杉磯和加州馬里布補拍在花卉間散步和海灘的場景。麥葛維表示自己使用較寬的長寬比來突出演員陣容。

### 剪輯
剪輯由曾與戈達德在《詭屋》合作的麗莎·拉塞克完成。拉塞克使用Avid Media Composer，並表示她需等到底片運到洛杉磯，在當地處理完後才能回溫哥華。有鑑於此，拉塞克允許在拍攝進行時於片場上方的工作空間剪輯作品。由於進度延遲，電影中電視螢幕的鏡頭最先拍攝，來讓原始底片可以在幾週後投影到螢幕上。後期工作於2018年初完成後，成品達到Avid DNxHD 115解析度。在與導演合作時，她表示「劇本有（很多）場景都特別令人難忘，德魯拍攝的方式真的把它們帶到全（新）的水平」。

### 原聲帶
戈達德將每首歌都寫進劇本，之後推銷成「建構電影和歌曲的有機過程」，並告訴大廠如果無法買下所有曲目的版權就別買劇本。他稱這部電影是「寫給音樂的情書」，並擔任音樂監督。戈達德讓艾利沃在片場現場演唱她的歌曲，並堅信「電影（沒有這個）將無法成功」。戈達德接受《娛樂週刊》訪問時表示音樂「幾乎是電影中的第八個角色，有著莎士比亞劇作中合唱團的功能，實際上是電影情感結構的關鍵部分」。最後製作團隊在拍攝過程中用擴音器播放每首歌，普尔曼和布里吉表示他們最初是聽著音樂來閱讀劇本，認為這是「定調的好方法」。邪教領袖比利·李出場時播放〈十二點半〉，戈達德表示想要為這個角色提供比喻性的聯繫，因為這首歌「十分明亮又引人入勝，但當你真正聽懂歌詞後卻有一種難以置信的黑暗」。
電影配樂由迈克·吉亚奇诺創作，他在參與電視劇和就見過戈達德。2018年10月12日，配樂和隨附原聲帶由米蘭唱片和聯眾唱片以數位下載形式發行。原始的原聲帶收錄了11首預先錄製的歌曲，而數位版於2018年11月30日重新發行，內裏囊括了兩首新曲〈我這顆衰老的心為你而衰弱〉和〈等一下，我馬上到〉，艾利沃都有在電影演唱。原聲帶重新發行後獲得讚譽。《多邊形》的凱倫·韓（Karen Han）稱其為「年度最佳」，而《喧囂》的安吉莉卡·弗洛里奧（Angelica Florio）表示「在音樂（……）和達琳極度精彩的演出之間，你肯定會感受到歌曲選擇是戈達德的主調」。
曲目列表
| 曲序     | 曲目                            | 词曲                                                                    | 演唱者                               | 时长  |
| -------- | ------------------------------- | ----------------------------------------------------------------------- | ------------------------------------ | ----- |
| 1.       | 〈26英里 (聖卡塔利娜)〉         | 布魯斯·貝蘭（Bruce Belland）、格林·A·拉森                               | 四項準備樂團                         | 2:28  |
| 2.       | 〈二十五英里〉                  | 貝特·伯恩斯、約翰尼·布里斯托爾、哈維·福卡、埃德溫·斯塔爾、杰里·韦克斯勒 | 埃德溫·斯塔爾                        | 3:21  |
| 3.       | 〈任由你安排〉                  | 斯科特·英格利什、拉里·魏斯                                              | 美國血統樂團                         | 2:13  |
| 4.       | 〈我這顆衰老的心為你而衰弱〉    | 霍蘭-多澤-霍蘭                                                          | 辛西婭·艾利沃                        | 3:03  |
| 5.       | 〈他是個叛逆者〉                | 吉恩·皮特尼                                                             | 艾拉納·達·豐塞卡（Alana Da Fonseca） | 2:53  |
| 6.       | 〈我有個感覺〉                  | 霍蘭-多澤-霍蘭                                                          | 四尖樂團                             | 3:04  |
| 7.       | 〈我無法停止看你〉              | 鮑伯·克魯、鮑伯·高迪歐                                                  |                                      | 3:22  |
| 8.       | 〈伯爾納德〉                    | 霍蘭-多澤-霍蘭                                                          | 四尖樂團                             | 3:03  |
| 9.       | 〈他肯定是我愛的男孩〉          | 貝瑞·曼恩、辛西亞·韋伊                                                  | 水晶組合                             | 2:45  |
| 10.      | 〈信〉                          | 韋耶·卡爾森                                                             | 盒頂合唱團                           | 1:54  |
| 11.      | 〈十二點半 (年輕女孩來到峽谷)〉 | 約翰·菲利普斯                                                           | 媽媽與爸爸合唱團                     | 3:26  |
| 12.      | 〈寶貝，我愛你〉                | 傑夫·巴里、艾麗·格林威治、菲尔·斯佩克特                                 | 湯米·羅伊                            | 2:39  |
| 13.      | 〈等一下，我馬上到〉            | 艾萨克·海耶斯、大衛·波特                                                | 辛西婭·艾利沃                        | 2:47  |
| 总时长： | 总时长：                        | 总时长：                                                                | 总时长：                             | 36:58 |

## 市場營銷
二十世紀福斯為《壞事大飯店》的營銷活動於2018年5月29日展開，發行了作品的「獨家」影響，而德魯·戈達德表示「真實存在的歷史人物可能會出現在皇家大飯店」。電影的一支預告片於2018年6月27日進入大眾視野，《娛樂週刊》稱其有著「令人感到緊張的第一印象」，而《IndieWire》將影片的前提與和電視劇《104號房間》作比較。同年8月28日，官方發行正式預告，《Collider》稱影片「極好」，而「更有趣的是，除了基本配備外，幾乎沒有提供任何內容，這些陌生人也不是他們最初看起來的那個樣子」。《帝國》在預告片分析中稱其為「光鮮類型下陰謀的瞬間爆發」，而戈達德在當中透露每個角色的名字，並表示「如果真的由我決定，我會說你知道的越少越好。我非常小心地給觀眾一些他們從未看過的東西，觀眾感到驚訝之餘，更把他們帶到無法預計的地方」。
電影主演的宣傳和院線海報廣泛發布。2018年6月26日，大廠揭曉有著八個角色的海報，《/Film》的本·皮爾森（Ben Pearson）注意到「夕陽西落」和「每張海報中的光量似乎反映了我們迄今為止對角色的了解」。8月13日，官方發行了七張另外的角色海報和一張有著「標題的霓虹燈照亮憂思主角的特寫」的正式院線海報。8月28日，第二張院線海報和正式預告片同步發行。
官方於2018年9月4日在電視投放廣告。7支廣告從9月17日為首的一週內，在28個聯播網曝光2億2340萬次，尤其NBC和福斯佔最多。9月的最後一週，《壞事大飯店》有11支類似的廣告版本在全國播放773次，關注度為93.42分（關注度指數則為109）。18支廣告在10月首週曝光了3億7800萬次。從10月8日至14日，電影最後一次成為商業廣告支出最高的五部作品之一，22支廣告在34個聯播網播放1331次，Adult Swim和NBC佔最多，讓影片的電視廣告總支出達到2446萬美元。2018年12月21日，官方發行電影整場的10分鐘「加長預告」，《Collider》質疑大廠的決定，寫道這是「他們應該在10月做的事情，但沒辦法了」。
《好萊塢報導》的克里斯·蒂爾克（Chris Thilk）分析《壞事大飯店》的營銷技巧，總結大廠將「（賭注）放在黑色懷舊」來吸引觀眾。蒂爾克相信是「既定的強烈霓虹燈烙印」，讓每張發行海報「從某種方式暗示了（每個角色的）本性或弧光」，接著寫道觀眾在預告片中無法「描述正在發生的事情」，只能「提出更多的問題」。蒂爾克討論官方於CinemaCon和發行初始鏡頭，而影迷可以透過後者的抽獎來獲得參加電影獨家放映會的機會，更製作多條片段、幕後花絮和電視廣告來宣傳電影。他最後寫道營銷活動「推廣了強大的演員陣容和邪惡的幽默感」，而二十世紀福斯「欣然接受這一點，將其出售給在影院尋找不同東西的人」。

## 發行

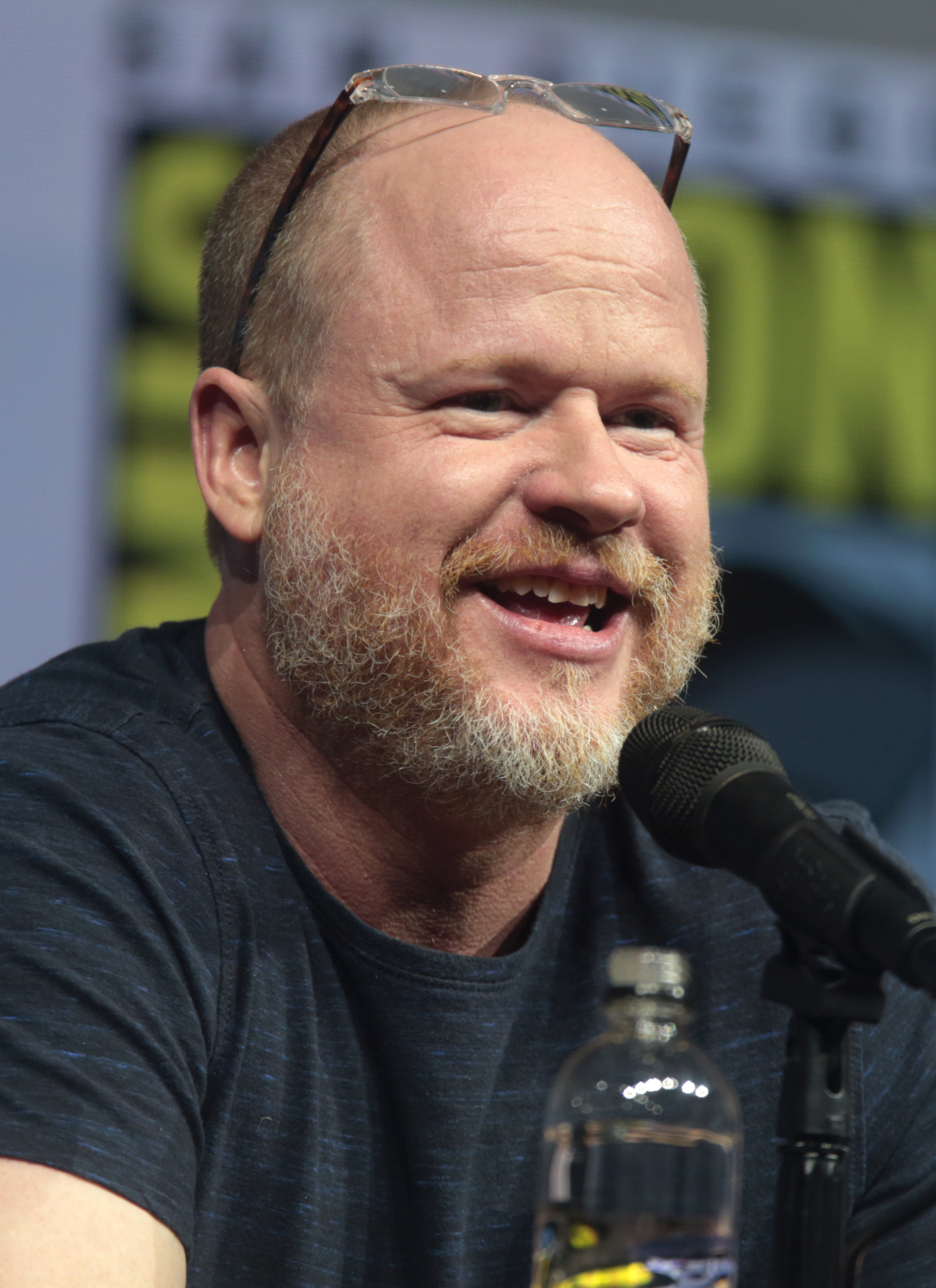
曾與戈達德合作的乔斯·韦登出席電影首映會，並對其讚譽有加

《壞事大飯店》於2018年9月22日在洛杉磯的中國戲院舉行首映，工作人員、演員、其他電影製作人、曼尼·賈辛托、阿尔维娜·奥古斯特（Alvina August）、標·布文（電影主演路易斯·普曼的父親）和等演員、20世紀福斯董事長兼總裁斯泰西·斯奈德和副董事長克里斯·阿倫森（Chris Aronson）都有出席。曾與戈達德共同編劇《詭屋》的溫登在開幕上給予這部電影正面的反饋，並表示成品「不加掩飾、鋒芒畢露，但很可愛」。這部電影是德州奧斯汀奇幻电影节最後放映的作品，之後在西班牙非競賽單元進行全球首映。
電影的時長是試映會期間出現負分後才選擇141分鐘，觀眾可就較短的時間觀看影片。電影原定2018年10月5日上映，20世紀福斯推遲到10月12日來避免與同期上映的《猛毒》和《星夢情深》競爭。在影院上映後，電影被選為第13屆羅馬影展的開幕片來作為其在義大利的首映，戈達德在典禮上表示他的電影囊括了「與#我也是運動有關」的職權濫用話題。
二十世紀影業家庭娛樂於2018年12月18日數位發行了電影的數位HD版本，之後於2019年1月1日釋出了實體、藍光光碟和DVD。實體版的特別之處是包含幾條幕後花絮、28分鐘的製作紀錄片、兩支預告和圖庫。《/Film》的克里斯·伊万格利斯塔（Chris Evangelista）和《Collider》的亞當·奇特伍德（Adam Chitwood）都對導演沒有針對曲目的音頻評論感到失望。

## 反響

### 票房
《壞事大飯店》在美國及加拿大地區共累積1780萬美元，加上其他地區的1400萬美元，全球票房共計3190萬美元，而製作預算則為3200萬美元。票房毒藥的表現歸咎於時長、競爭電影和美國電影協會給予的限制級。
票房分析推算電影會從2808家影院進帳800至1200萬美元，甚至有些「雄心勃勃地估計」會到1700萬美元。《壞事大飯店》首日票房為280萬美元（包括週四晚預映的57.5萬美元），首週末票房則為710萬美元，排名第七。開盤低於初步估計，《Deadline Hollywood》甚至指出電影的首週末票房低於的第三週。影片的首週末觀眾有百分之53是男性，當中有百分之73是25歲以上。《壞事大飯店》在第二週末的票房入帳340萬美元，跌至第九。電影於2018年12月6日從美國和加拿大的影院下架。
《壞事大飯店》在全球36個地區首映，首週末票房為400萬美元，俄羅斯（91.3萬美元）、澳洲（88.4萬美元）、英國（62萬美元）和德國（31.5萬美元）貢獻最多。影片在第二週週末賺了250萬美元，並在第三週從49個地區進帳163萬美元。

### 專業評價
評論匯總網站爛番茄共收集256篇影評，認可度達七成四，平均分6.7分（滿分10分），共識評價為「《壞事大飯店》的時髦、氣派和紮實的演出，呈現出帶有社會潛台詞鹹味的純粹爆米花樂趣」。Metacritic基於43篇評論文章，平均分數為60（滿分100），綜合結果為「褒貶不一的評價」。影院評分進行的調查中，觀眾的平均評價於A+至F間落於「B−」。
電影因時長、角色的情感弧線和節奏而慘遭批評。此外，戈達德的電影劇本也獲褒貶不一的評價，有些稱讚當中的對白和暴力使用，甚至媲美昆汀·塔伦蒂诺的和斯坦利·库布里克的，但部分評論認為第三幕未能觸發所指的結局。全國公共廣播電台的西蒙·艾布拉姆斯（Simon Abrams）注意到戈達德的導演風格，以及他如何在緊張時刻和重要情節下保持「高度劃分的劇情也能如此迅速地向前推進」。《RogerEbert.com》的格倫·肯尼則不喜歡電影的結尾，並寫道「不幸又恰當地展示一個聰明的導演如果過度聰明會遭遇到什麼」。
電影的原聲帶和攝影等較小方面卻收到稱讚。影評人一致同意西默斯·麥葛維攝影的構圖和調色讓影片在視覺上更具吸引力。艾利沃和布里吉等人在電影的演出獲得讚賞，更是好評如潮。《影音俱樂部》的凱特·里夫雖批評達琳·斯威特的個性，但稱讚艾利沃在影片接近高潮的獨白。《Collider》的亞當·奇特伍德覺得艾利沃的演出讓《壞事大飯店》搖身成「年度最佳電影」。《娛樂週刊》的利亞·格林布拉特（Leah Greenblatt）讚揚艾利沃「如鋼鐵般的魅力和華麗的有力聲音」。艾布拉姆斯因這部電影能夠給每個演員足夠時間來呈現「最佳（演技）」而給予正面反饋，而《紐約時報》的曼諾拉·達吉斯表示「演出和視覺風格讓你能輕易沈浸其中（……）戈達德使一切流暢平穩，（你的情緒會）隨著角色的離合而起伏不定，但有些時候（……）你會想要更充實的東西」。

### 榮譽
艾利沃憑藉演技入圍黑捲軸獎最佳突破女演員、倫敦影評人協會年度女配角獎和華盛頓影評人協會獎最佳女配角。英國攝影師協會成員麥葛維入圍了組織的最佳戲劇長片攝影。電影還獲得金預告獎最佳家用娛樂恐怖/驚悚片和聖地牙哥影評人協會獎最佳電影音樂使用的提名。影片在第45屆土星獎拿下最佳驚悚片，並入圍最佳劇本（戈達德）、最佳男主角（布里吉）、最佳男配角（普曼）和最佳女配角（艾利沃）。

## 外部連結
- 官方网站
- 互联网电影数据库（IMDb）上《壞事大飯店》的资料（英文）
- 豆瓣电影上《壞事大飯店》的資料 （简体中文）
- 德魯·戈達德創作的原創劇本 （页面存档备份，存于）